# رویالستون (ماساچوست)
رویالستون، ماساچوست
رویالستون (به انگلیسی: Royalston) شهرکی در شهرستان ورچستر ایالت ماساچوست می‌باشد که در سال ۱۷۶۵ بنیان‌گذاری شده‌است. این شهرک در سرشماری سال ۲۰۱۰ میلادی، ۱٬۲۵۸ نفر جمعیت داشته‌است.